# Munach
Munach  ֣  (hebräisch מֻנַּח) ist eine Trope in der jüdischen Liturgie und zählt zu den biblischen Satz-, Betonungs- und Kantillationszeichen Teamim, die im Tanach erscheinen. In der aschkenasischen Tradition wird die Trope Munach genannt. In der sephardischen Tradition wird sie Shofar holech genannt. In der italienischen Tradition wird sie Shofar illui genannt. In der jemenitischen Tradition wird sie auch Shofor holech genannt.

## Beschreibung
| Munach                     | Munach | Munach           | Munach | Munach |
| -------------------------- | ------ | ---------------- | ------ | ------ |
| \| מֻנַּ֣ח \| ֣ \| דָּבָ֣ר \|       |        |                  |        |        |
| Biblische Betonungszeichen |        |                  |        |        |
| Sof pasuq                  | ֽ ׃     |                  | Paseq  | ׀      |
| Etnachta                   | ֑       | Segol            | ֒       |        |
| Schalschelet               | ֓       | Zaqef qaton      | ֔       |        |
| Zakef gadol                | ֕       | Tipcha           | ֖       |        |
| Rewia                      | ֗       | Zinnorit         | ֘       |        |
| Paschta                    | ֙       | Jetiw            | ֚       |        |
| Tewir                      | ֛       | Geresch          | ֜       |        |
| Geresch muqdam             | ֝       | Gerschajim       | ֞       |        |
| Qarne para                 | ֟       | Telischa gedola  | ֠       |        |
| Pazer                      | ֡       | Atnach hafuch    | ֢       |        |
| Munach                     | ֣       | Mahpach          | ֤       |        |
| Mercha                     | ֥       | Mercha kefula    | ֦       |        |
| Darga                      | ֧       | Qadma            | ֨       |        |
| Telischa qetanna           | ֩       | Jerach ben jomo  | ֪       |        |
| Ole we-Jored               | ֫ ֥      | Illuj            | ֬       |        |
| Dechi                      | ֭       | Zarqa            | ֮       |        |
| Rewia gadol                | ֗       | Rewia mugrasch   | ֜ ֗      |        |
| Rewia qaton                | ֗       | Mahpach legarmeh | ֤ ׀     |        |
| Azla legarmeh              | ֨ ׀     | Kadma we-asla    | ֨ ֜      |        |
| Maqqef                     | ־      | Meteg            | ֽ       |        |
| מֻנַּ֣ח                        | ֣       | דָּבָ֣ר              |        |        |

Munach ist ein verbindender Akzent der untersten Ebene und kann innerhalb verschiedener Tropengruppen stehen: in der Segol-Tropengruppe, der Katon-Tropengruppe, der Etnachta-Tropengruppe, der Rewia-Tropengruppe sowie der Telischa-Tropengruppe. Munach erhält dabei in jeder Tropengruppe eine eigene Melodie.
In der Rewia-Tropengruppe kann Munach auch zweimal vorkommen. Dabei wird der erste Munach zu Munach legarmeh | ֣  מוּנַח לְגַרְמֵ֣הּ׀, Paseq פָּסֵ֣ק׀ oder nur Legarmeh (לְגַרְמֵ֣יהּ׀) genannt und mit einem senkrechten Strich Paseq abgetrennt und hat eine wesentlich längere Melodie als der zweite Munach. Das sonst konjunktiv verwendete Zeichen Munach wird auf diese Weise ein disjunktives Zeichen mit eigener Melodie.

### Vorkommen
Die Tabelle zeigt das sehr häufige Vorkommen von Munach in den 21 Büchern.
| Teil des Tanach   | Munach |
| ----------------- | ------ |
| Tora              | 8777   |
| Vordere Propheten | 8284   |
| Hintere Propheten | 8624   |
| Ketuvim           | 6150   |
| Gesamt            | 31835  |

## Melodien

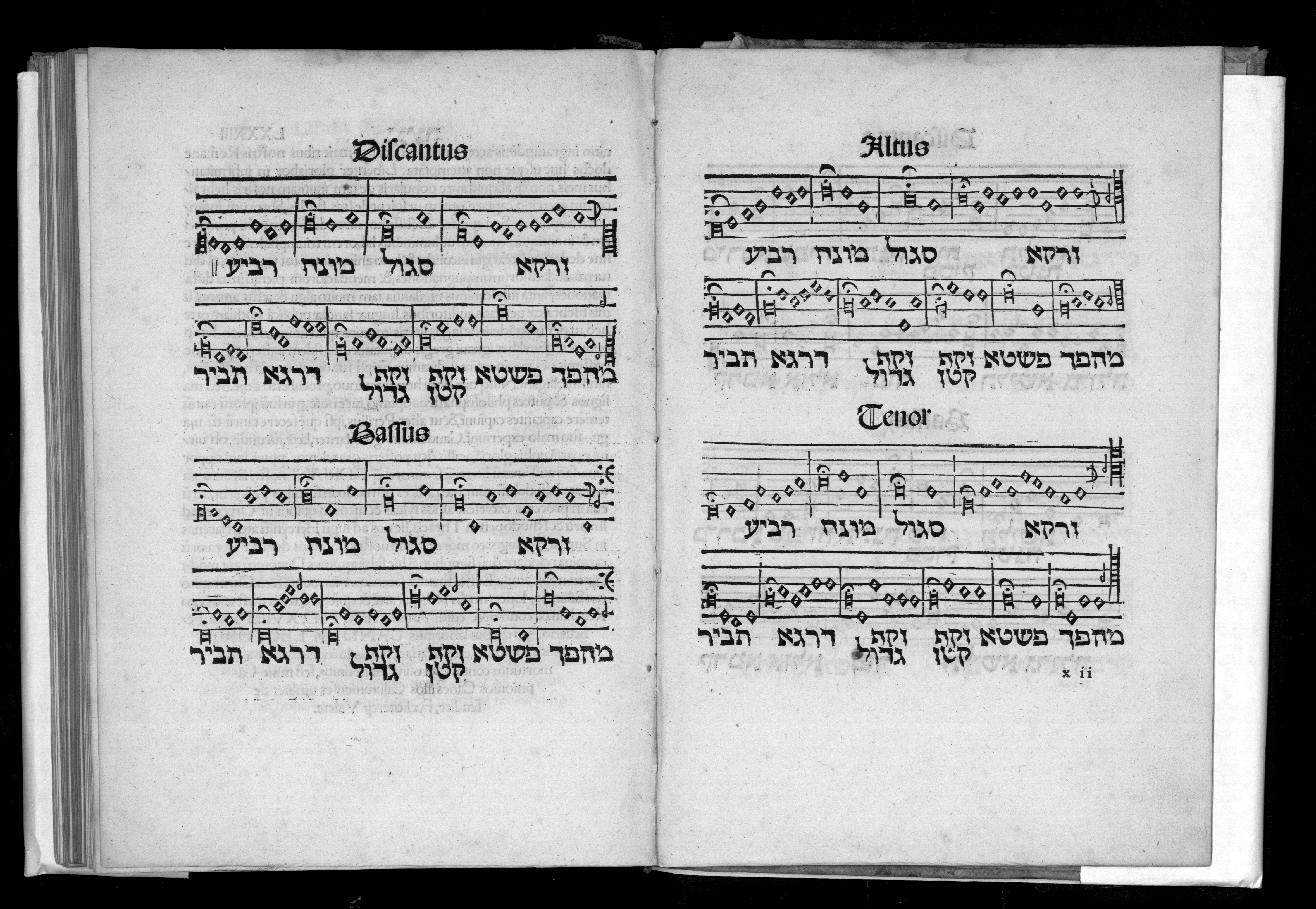
Munach
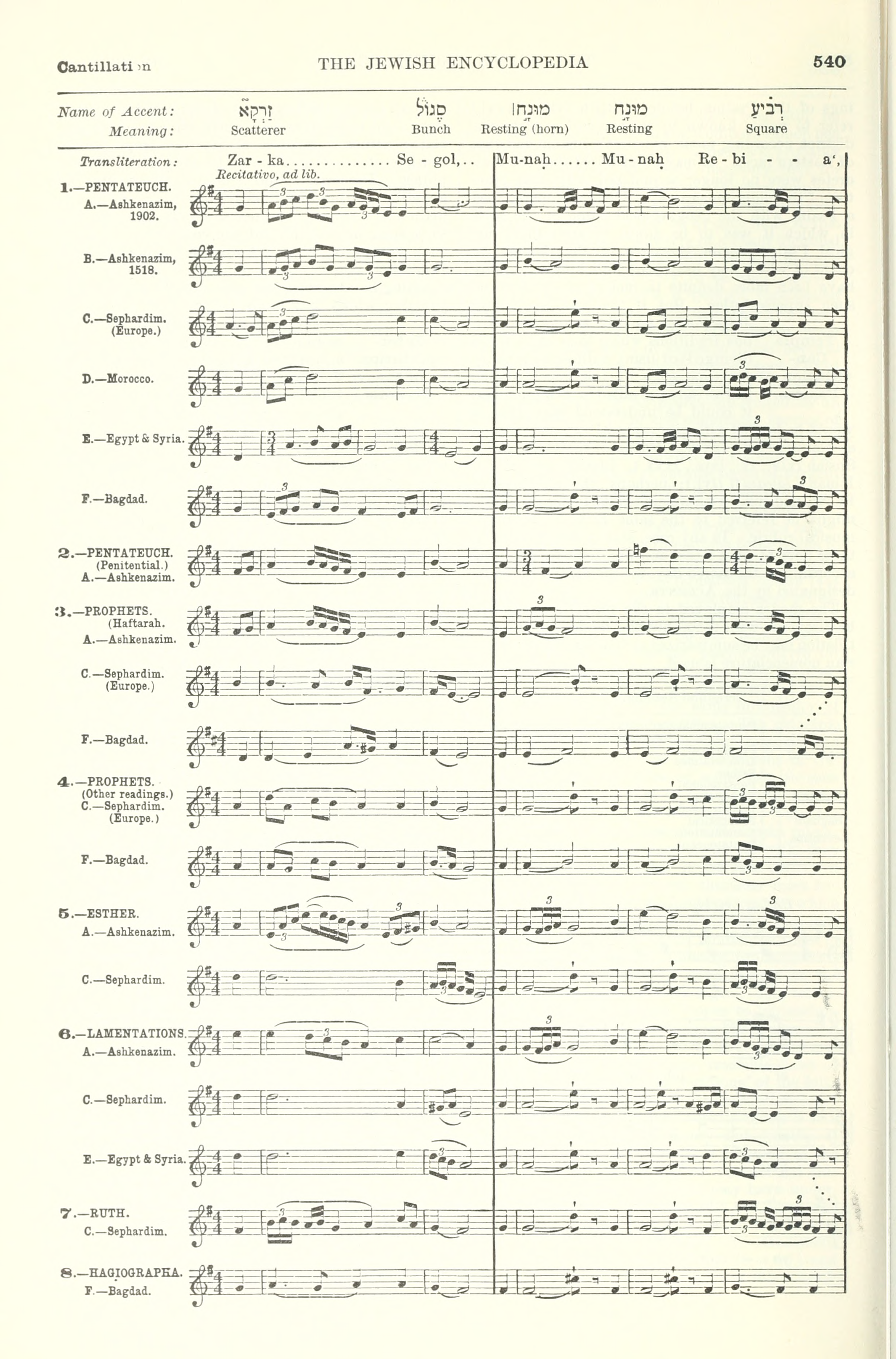
Munach legarmeh und Munach und Rewi'i (Munachs in der Rewi'i-Tropengruppe)